# Lomagramma
Lomagramma, biljni rod iz porodice papratki Dryopteridaceae, , dio potporodice Elaphoglossoideae. Rod bi trebao biti uključen u Bolbitis, Fraser-Jenkins (2018.)
Pripada mu 18 vrsta od južne Kine do istočne Polinezije.

## Vrste
1. Lomagramma angustipinna Copel.
2. Lomagramma brassii Holttum
3. Lomagramma brooksii Copel.
4. Lomagramma copelandii Holttum
5. Lomagramma cordipinna Holttum
6. Lomagramma cultrata (Baker) Holttum
7. Lomagramma leucolepis Holttum
8. Lomagramma lomarioides (Blume) J. Sm.
9. Lomagramma melanolepis Alderw.
10. Lomagramma merrillii Holttum
11. Lomagramma novoguineensis (Brause) C. Chr.
12. Lomagramma perakensis Bedd.
13. Lomagramma polyphylla Brack.
14. Lomagramma pteroides J. Sm.
15. Lomagramma sinuata C. Chr.
16. Lomagramma sorbifolia (Willd.) Ching
17. Lomagramma sumatrana Alderw.
18. Lomagramma tahitensis Holttum

## Sinonimi
- Cheilolepton Fée
- Chorizopteris T.Moore